# Lo faccio io!
Lo faccio io! (I Do, nell'originale inglese) è un cortometraggio del 1921 diretto da Hal Roach con Harold Lloyd.
Il film è stato distribuito l'11 settembre 1921.

## Trama
Per il giovanotto (Harold Lloyd) è venuto il giorno tanto atteso del matrimonio in cui prende in sposa la ragazza amata (Mildred Davis). Un anno dopo, i due camminano per strada spingendo una carrozzina ma, contrariamente a ciò che le persone che li incontrano credono, dentro non vi è un bimbo ma un bottiglione di liquore. Tale trucco per trasportare alcolici in pieno proibizionismo è, comunque, messo in atto da molti altri uomini, ognuno dedito a spingere una carrozzina per bimbi, dopo essersi riforniti presso una distilleria clandestina, sotto lo sguardo esterrefatto di un sacerdote. Poco dopo la moglie entra in un negozio e il marito prosegue verso casa e, dopo qualche immancabile imprevisto, vi giunge trovando ad attenderlo il cognato che gli affida, per una notte, i suoi due "tranquilli" figlioletti, Jackie e Teddy e va via di corsa senza dargli il tempo di ribattere. Ben presto il bimbo più grande (Jackie Morgan), di quattro anni, si rivela essere una vera peste, mettendo a soqquadro l'ordinatissima casa degli zii, combinandone di tutti i colori e causando, fra l'altro, indirettamente, la rottura del prezioso bottiglione di liquore da parte di uno spazientito zio. Le cose non vanno meglio con l'altro bimbo (Jackie Edwards), un bebè che piange e non vuole saperne di smettere. Così, la moglie chiede al marito di riempire di latte il biberon ma questa semplice operazione tra le mani inesperte del giovanotto si trasforma in un piccolo disastro. Nel frattempo, tra la disattenzione dei due adulti che cercano di far addormentare il lattante, il bambino più grande continua a combinare disastri come inchiodare al pavimento le scarpe dello zio che infilandosele non può evitare di cadere. Finalmente, la moglie riesce ad addormentare il bebé ma uno sternuto del marito lo sveglia di nuovo. Il bambino più grande, nel mentre, si è rifornito di una buona quantità di fuochi d'artificio proprio quando una vicina di casa indica agli zii un uomo sospetto (Noah Young) che si aggira da giorni nel quartiere. Il sospetto che si tratti di un ladro viene avvalorato dalle notizie riportate sul giornale che parla di audaci furti avvenuti in zona. I due sposi iniziano a spaventarsi, specie quando a bussare alla loro porta è proprio l'individuo che la vicina di casa ha indicato come possibile malvivente. Terrorizzato, il giovanotto gli sbatte la porta in faccia senza dargli modo di dire nemmeno una parola. Durante la notte una serie di innocenti e casuali avvenimenti, a cui contribuisce particolarmente il gatto di casa, mettono in allarme la coppia e fra fughe, ruzzoloni, spaventi ed equivoci, il giovanotto cerca di far fronte agli immaginari pericoli. A dargli manforte interviene anche la governante e la confusione raggiunge il culmine quando, inavvertitamente, vengono accesi i fuochi d'artificio portati in casa dal nipotino. Per scappare, infine, il giovanotto apre la porta e si ritrova davanti il misterioso individuo che entra in casa. Poco dopo, però, l'uomo riesce a spiegare, attraverso la porta della stanza da letto dentro cui i due sposi si sono rinchiusi terrorizzati, di essere solo il guardiano notturno. I due tirano un sospiro di sollievo e dopo aver salvato l'uomo dalle grinfie di un'infuriata governante e rimesso a dormire i due bambini che si sono svegliati per il trambusto, la ragazza trova il modo di dire al marito che presto avranno un bimbo tutto loro. La notizia, pensando a ciò che ha appena passato anche a causa dei due nipotini, non rende il giovanotto particolarmente felice.